# Saint-André-de-Briouze
Saint-André-de-Briouze är en kommun i departementet Orne i regionen Normandie i nordvästra Frankrike. Kommunen ligger i kantonen Briouze som tillhör arrondissementet Argentan. År 2022 hade Saint-André-de-Briouze 175 invånare.

## Befolkningsutveckling
Antalet invånare i kommunen Saint-André-de-Briouze
| Referens: INSEE |